# Кьенцхайм
Кьенцха́йм (фр. Kientzheim) — упразднённая коммуна на северо-востоке Франции в регионе Эльзас — Шампань — Арденны — Лотарингия, департамент Верхний Рейн, округ Кольмар — Рибовилле, кантон Сент-Мари-о-Мин. До марта 2015 года коммуна административно входила в состав упразднённого кантона Кайзерсберг (округ Рибовилле). Упразднена и с 1 января 2016 года объединена с коммунами Кайзерсберг и Сигольсайм в новую коммуну Кайзерсберг-Виньобль на основании Административного акта № 27 от 17 июля 2015 года.
Площадь коммуны — 4,83 км², население — 794 человека (2006) с тенденцией к снижению: 729 человек (2012), плотность населения — 151,0 чел./км².

## Экономика
В 2007 году среднем 499 человек в трудоспособном возрасте (15-64 лет) 382 были экономически активны, 117 — неактивны (показатель активности 76,6 %, в 1999 году было 64,0 %). Из 382 активных работоспособных 359 человек (187 мужчин и 172 женщины) безработных было 23 (7 мужчин и 16 женщин). Среди 117 неактивных 42 человека были школьниками или студентами, 44 — пенсионерами, 31 были неактивны по другим причинам.
В 2010 году из 470 человек трудоспособного возраста (от 15 до 64 лет) 376 были экономически активными, 94 — неактивными (показатель активности — 80,0 %, в 1999 году — 64,0 %). Из 376 активных трудоспособных жителей работали 349 человек (172 мужчины и 177 женщин), 27 числились безработными (12 мужчин и 15 женщин). Среди 94 трудоспособных неактивных граждан 30 были учениками либо студентами, 44 — пенсионерами, а ещё 20 — были неактивны в силу других причин.
В 2008 году в муниципалитете числилось 320 облагаемых налогом домохозяйств, в которых проживало 789 человек, средний доход — 21 234 евро на одного потребителя.
На протяжении 2011 года в коммуне числилось 316 облагаемых налогом домохозяйств, в которых проживало 767 человек. При этом медиана доходов составила 22 712 евро на одного налогоплательщика.

## Население
Численность населения коммуны в 2011 году составляла 747 человек, а в 2012 году — 729 человек.
Динамика населения:
| 1962 | 1968 | 1975 | 1982 | 1990 | 1999 | 2005 | 2006 | 2008 | 2009 | 2010 | 2011 | 2012 |
| ---- | ---- | ---- | ---- | ---- | ---- | ---- | ---- | ---- | ---- | ---- | ---- | ---- |
| 850  | 896  | 864  | 811  | 933  | 827  | 779  | 794  | 779  | 768  | 759  | 747  | 729  |

## Достопримечательности (фотогалерея)

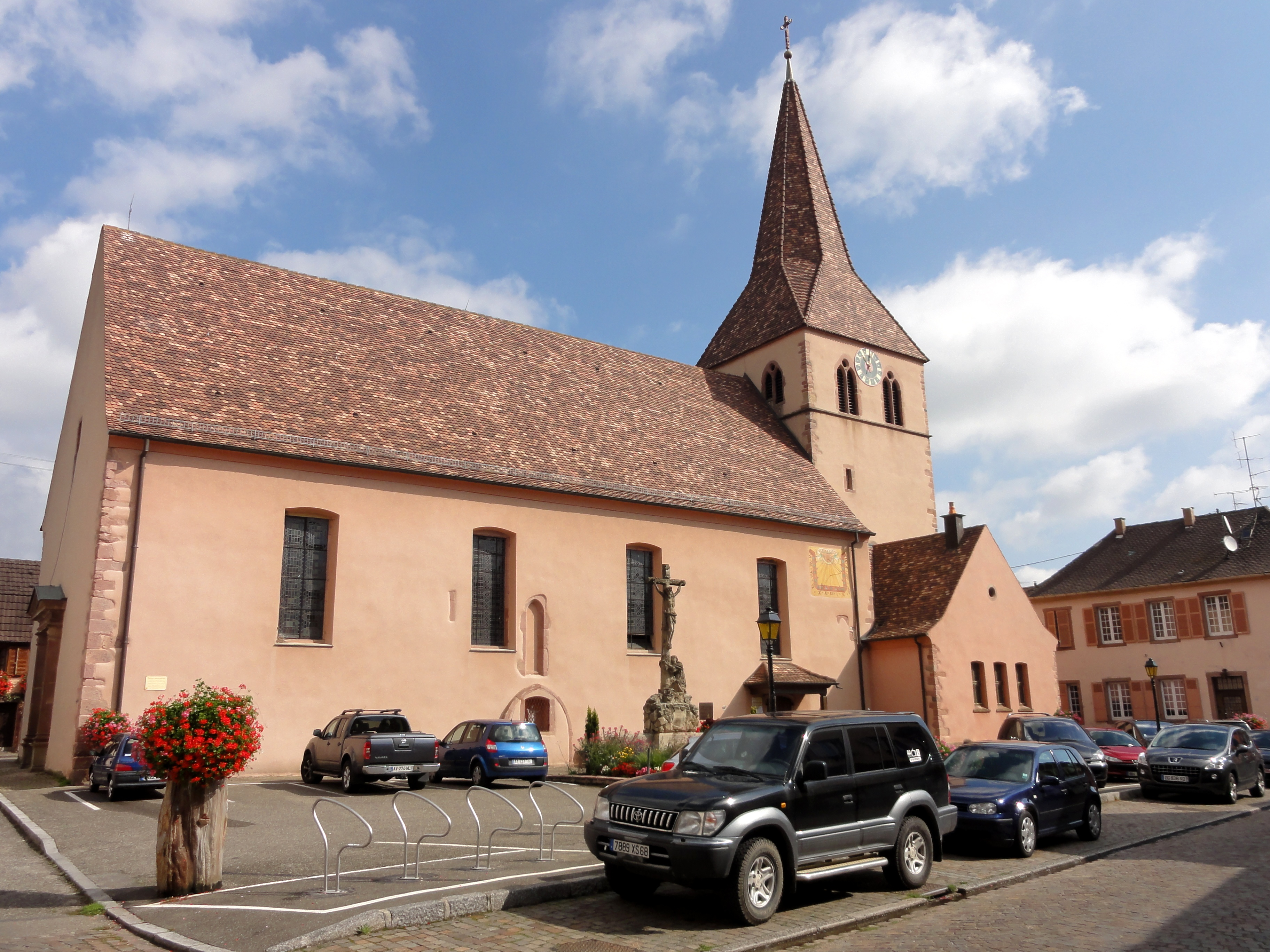
Церковь
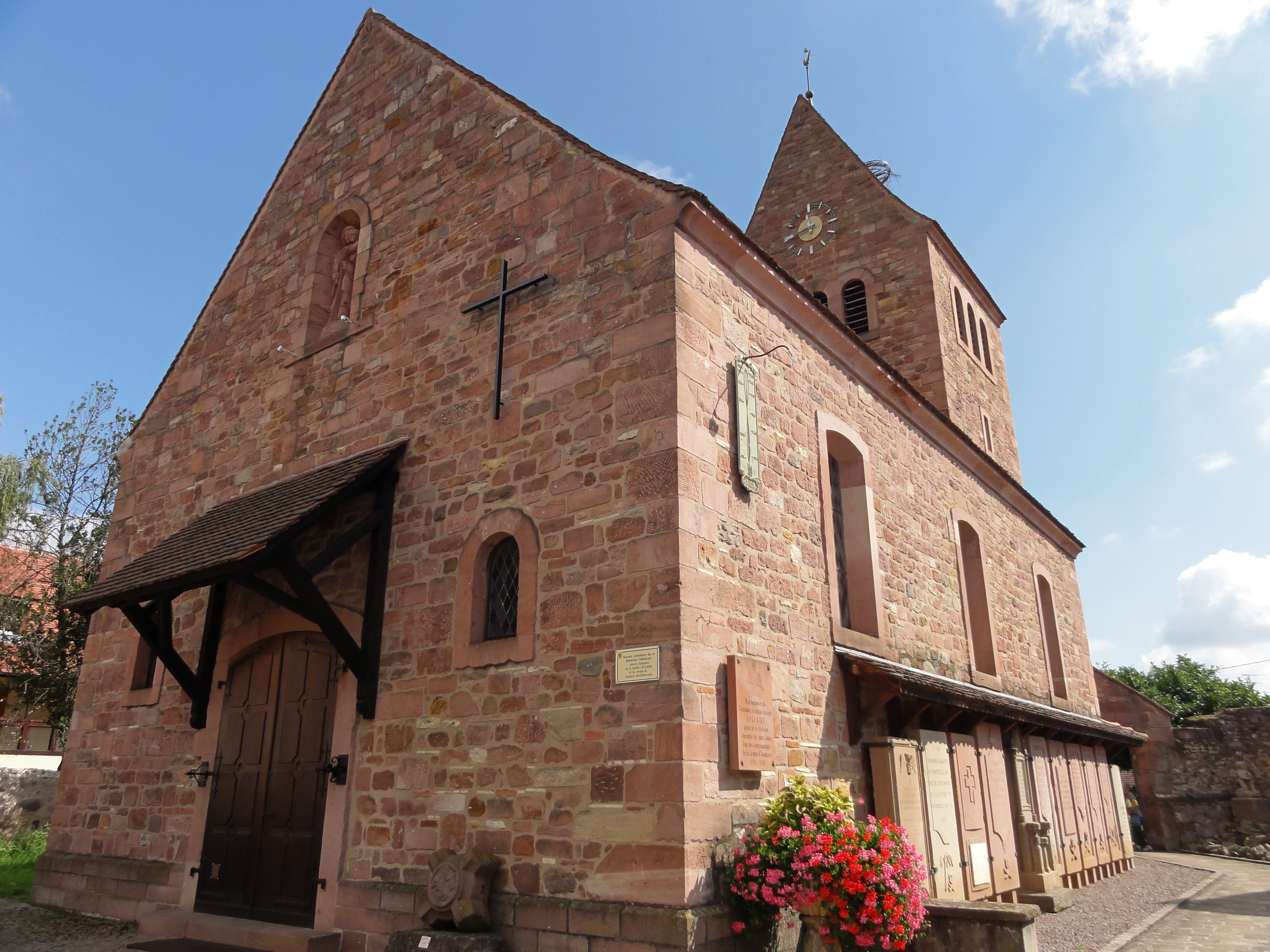
Часовня
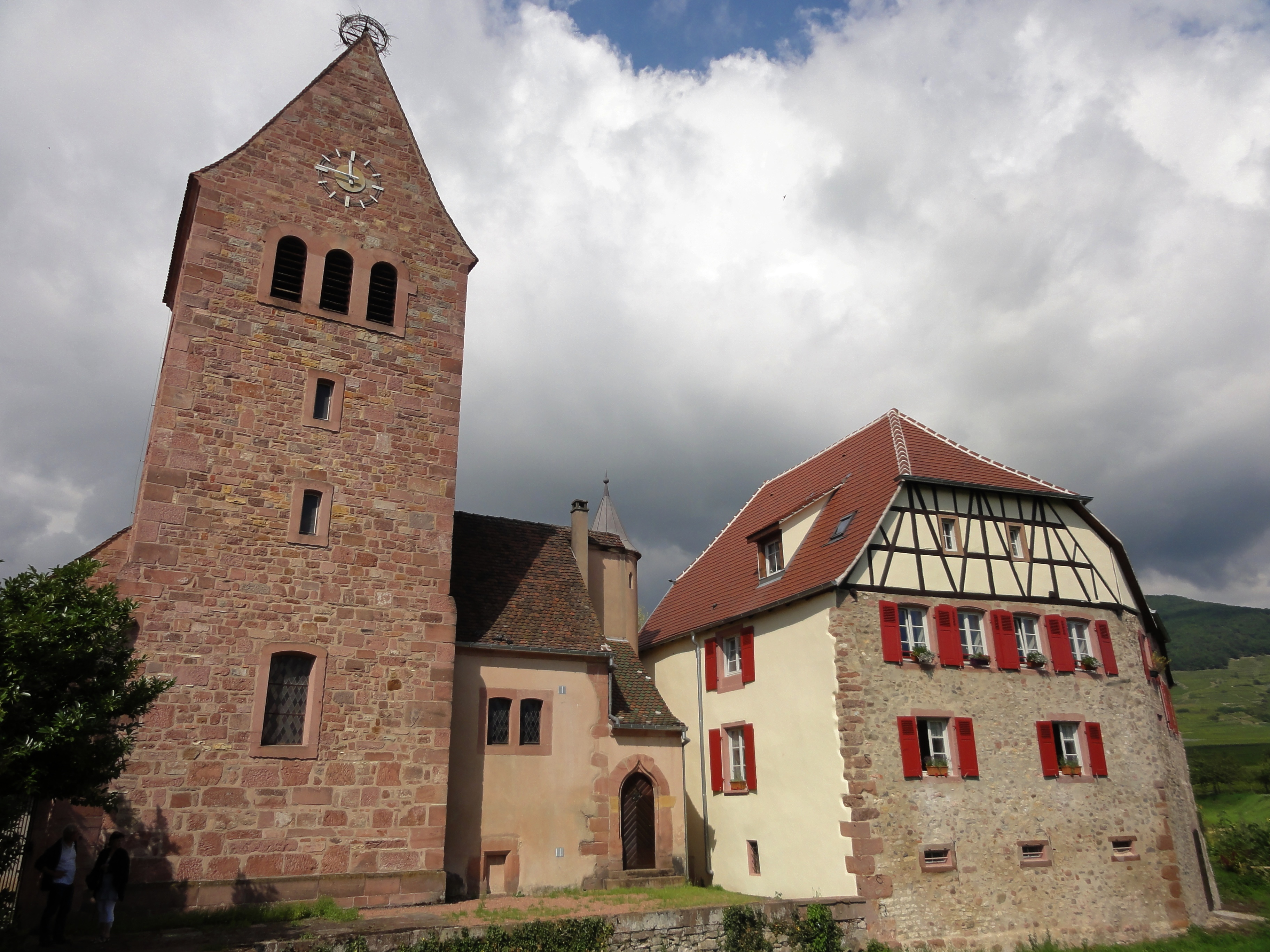
Колокольня
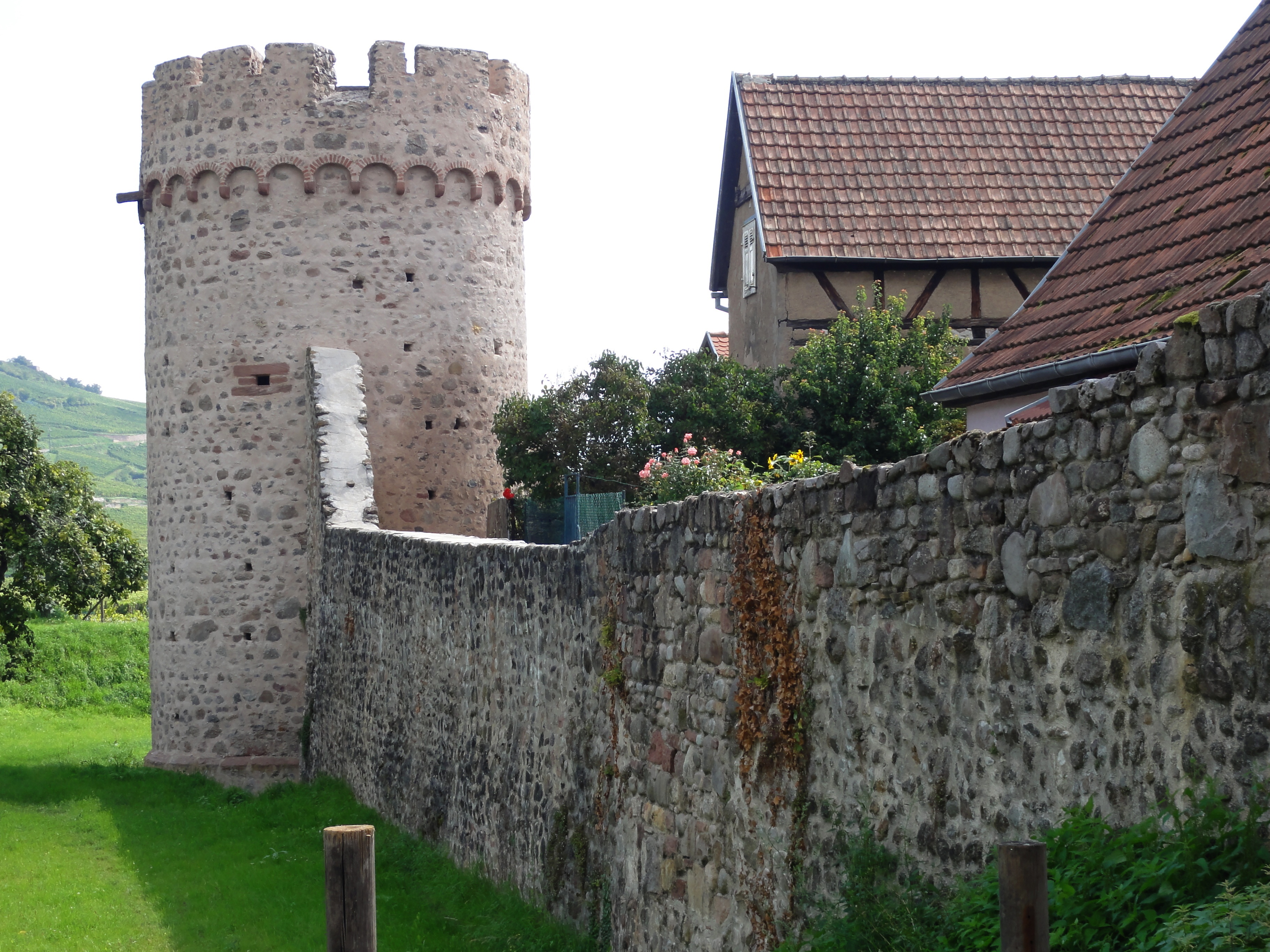
Руины крепости XIV—XVI века